# Mats Eilertsen

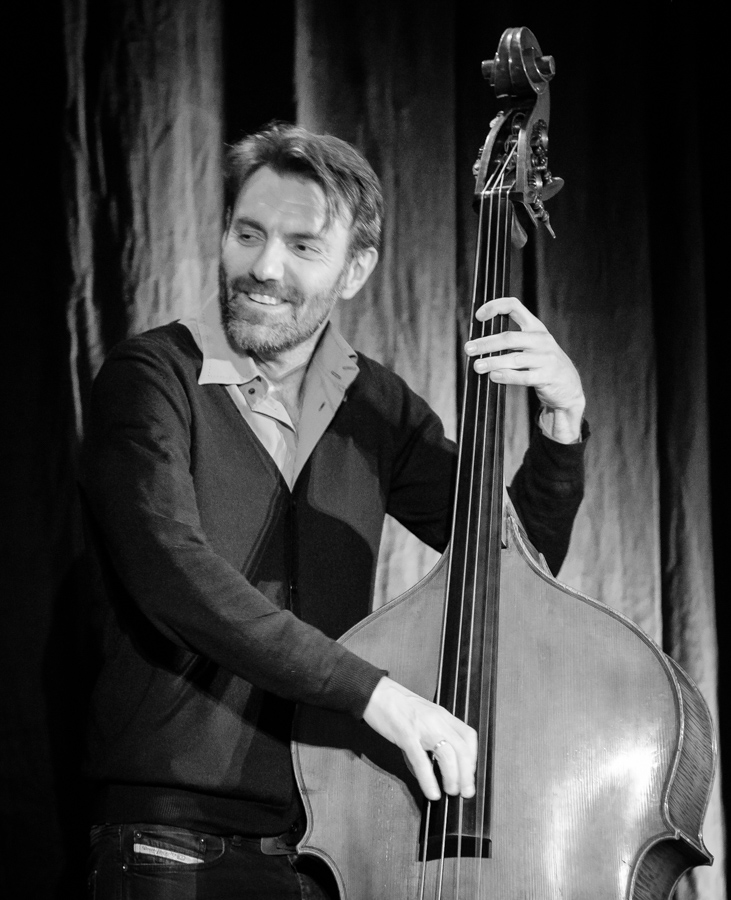
Mats Eilertsen (Jazz på Jølst 2017)

Mats Eilertsen (* 4. März 1975 in Trondheim) ist ein norwegischer Jazzmusiker (Kontrabass) und Komponist.

## Leben und Wirken
Eilertsen studierte nach einer Ausbildung in Trondheim vertiefend am Königlichen Konservatorium in Den Haag. Er hat an zahlreichen Alben norwegischer und britischer Musiker mitgewirkt, etwa für das Kåre Nymark Collective, Nils Økland, Eldbjørg Raknes, Solveig Slettahjell, Jacob Young oder die Band Food des englischen Saxofonisten Iain Ballamy. Er trat mit Pat Metheny, Kenny Wheeler, Susanne Abbuehl, Wolfert Brederode oder Nils Petter Molvær auf.
Seit 2004 arbeitete er mit seiner eigenen Gruppe Turanga mit Fredrik Ljungkvist (Klarinette), Ernst Reijseger (Cello) und Thomas Strønen (Schlagzeug), in den Quartetten von Thomas Strønen und von Hildegunn Øiseth. Ab 1997 gehörte er für zehn Jahre zum Trio der Pianistin Maria Kannegaard; er spielte auch in den Trios der Pianisten Håvard Wiik und Alexi Tuomarila. Zudem war er von 2008 bis 2015 auch als Bassist des Tord Gustavsen Ensembles auf Tournee.
Das am 1. Februar 2019 veröffentlichte Album And Then Comes the Night wurde vom Mats Eilertsen Trio (mit Schlagzeuger Thomas Strønen und dem niederländischen Pianisten Harmen Fraanje) eingespielt. Aufnahmeort war das Tonstudio Auditorio Stelio Molo in Lugano, Produzent war Manfred Eicher. Der Albumname beruht auf einem Roman des isländischen Schriftstellers Jón Kalman Stefánsson.
Eilertsen veröffentlichte am 26. November 2021 das Album Hymn For Hope. Eingespielt wurde die Produktion während zwei Tagen im Dezember 2020 in Oslo und enthält 13 Songs. An den Aufnahmen beteiligt waren der Saxophonist Tore Brunborg, Gitarrist Thomas T. Dahl und Schlagzeuger Hans Hulbækmo.
Mats Eilertsen lebt naturnah in einem Dorf nahe Oslo.

## Diskografische Hinweise
- Flux (Aim Records, 2006)
- Turanga (Aim, 2005)
- Skydive (Hubro, 2011, mit Tore Brunborg, Alexi Tuomarila, Thomas T. Dahl, Olavi Louhivuori)
- Rubicon (ECM, 2016, mit Eirik Hegdal, Trygve Seim, Harmen Fraanje, Rob Waring, Thomas T. Dahl, Olavi Louhivuori)[4]
- And Then Comes the Night (ECM, 2019)
- Reveries and Revelations (Hubro, 2019, Solo und Duos mit Arve Henriksen, Eivind Aarset, Geir Sundstøl, Per Oddvar Johansen, Thomas Strønen)
- Hymn For Hope (2021, mit Tore Brunborg, Thomas T. Dahl, Hans Hulbækmo)

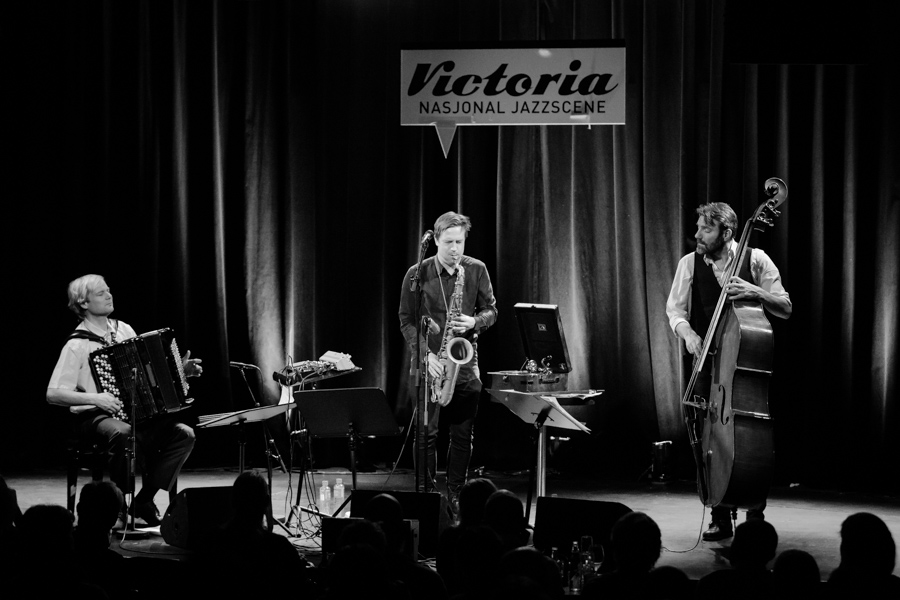
Mats Eilertsen (rechts) mit Håkon Kornstad (Mitte) und Frode Haltli (links) bei Nasjonal Jazzscene 2018

## Belege
1. 1 2  Aussagen des Musikers in der Sendung „JazzFacts“ beim Deutschlandfunk vom 25. April 2019
2. ↑  ECM 2619: And Then Comes the Night, ECM Records, abgerufen am 25. April 2019
3. ↑  Kevin Johnson: Mats Eilertsen Releases “Hymn For Hope”. No Treble, 4. Dezember 2021, abgerufen am 30. Januar 2022.
4. ↑  Besprechung Rubicon (Seite nicht mehr abrufbar. Suche in Webarchiven) (Nordische Musik), in nordische-musik.de

| Personendaten    | Personendaten                                       |
| ---------------- | --------------------------------------------------- |
| NAME             | Eilertsen, Mats                                     |
| KURZBESCHREIBUNG | norwegischer Jazzmusiker (Kontrabass) und Komponist |
| GEBURTSDATUM     | 4. März 1975                                        |
| GEBURTSORT       | Trondheim                                           |